# Felipe Saldaña
Felipe Saldaña Málaga (Lima, 16 de junio de 1939 - 20 de noviembre del 2004) fue un futbolista peruano que se desempeñaba de defensa central. 
Debutó por Defensor Lima en 1959, luego jugó por Sport Boys, Sporting Cristal, retornó a su club de origen Defensor Lima y finalmente jugó en Ciclista Lima el torneo de la segunda división.
Una de sus principales virtudes fuera del fútbol fue el cántico de música criolla, vals entre otros, tuvo la oportunidad de animar el matrimonio de Alberto Gallardo en las instalaciones del club Sporting Cristal el 28 de julio de 1964 cuando el 'Jet' aún jugaba en Italia y él formaba parte del plantel rimense.
Falleció en un accidente automovilístico en el Centro de Lima el año 2004.

## Clubes
| Club             | País | Año         |
| ---------------- | ---- | ----------- |
| Defensor Lima    | Perú | 1959 - 1961 |
| Sport Boys       | Perú | 1962 - 1963 |
| Sporting Cristal | Perú | 1964        |
| Defensor Lima    | Perú | 1965 - 1968 |
| Ciclista Lima    | Perú | 1969 - 1971 |